# Regimento de Granadeiros Montados

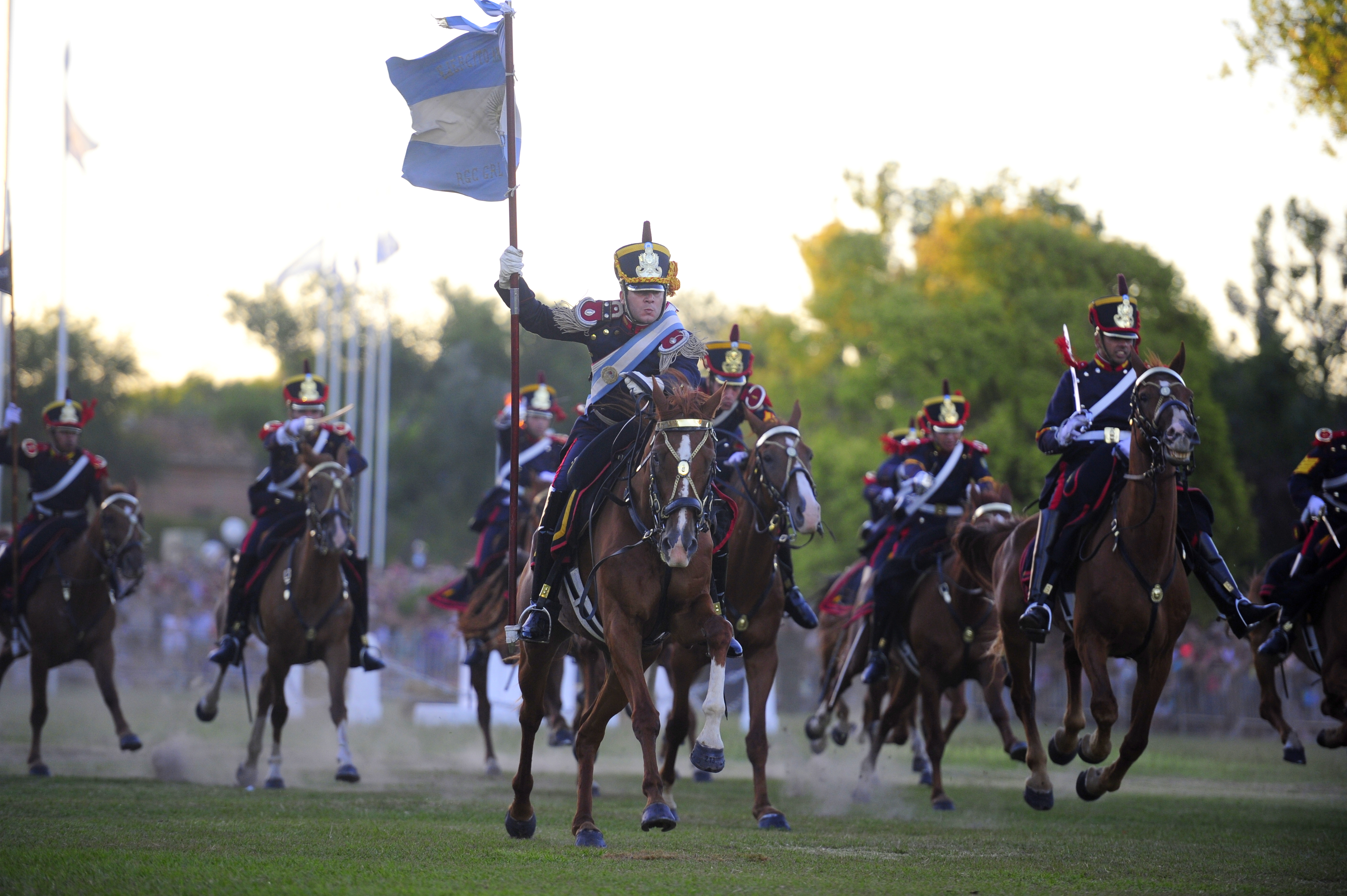
Regimento de Granadeiros Montados

O Regimento de Granadeiros Montados (em castelhano:  Regimiento de Granaderos a Caballo) é o nome de dois regimentos do Exército Argentino de dois períodos de tempo diferentes: um regimento histórico que operou de 1812 a 1826 e uma unidade de cavalaria moderna que foi organizada em 1903.
O primeiro Regimento de Granadeiros montados, formado em 1812, lutou na Guerra da Independência da Argentina sob a liderança de José de San Martín e a Guerra Cisplatina, tornando-se subsequentemente a guarda presidencial em 1825. Recusando-se a reabastecer a sua adesão com soldados que não haviam lutado no Guerra de Independência Argentina, o regimento se separou em 1826.
O segundo Regimento de Grenadeiros Montados foi formado em 1903 e serve como a unidade cerimonial nacional. Ele reivindica o regimento original de 1812 como herança, mas não tem vínculo ou linhagem direta. Como unidade, nunca esteve em combate, embora dez membros do regimento tenham sido destacados para outras unidades que lutaram na Guerra das Malvinas.